# باحث علمي

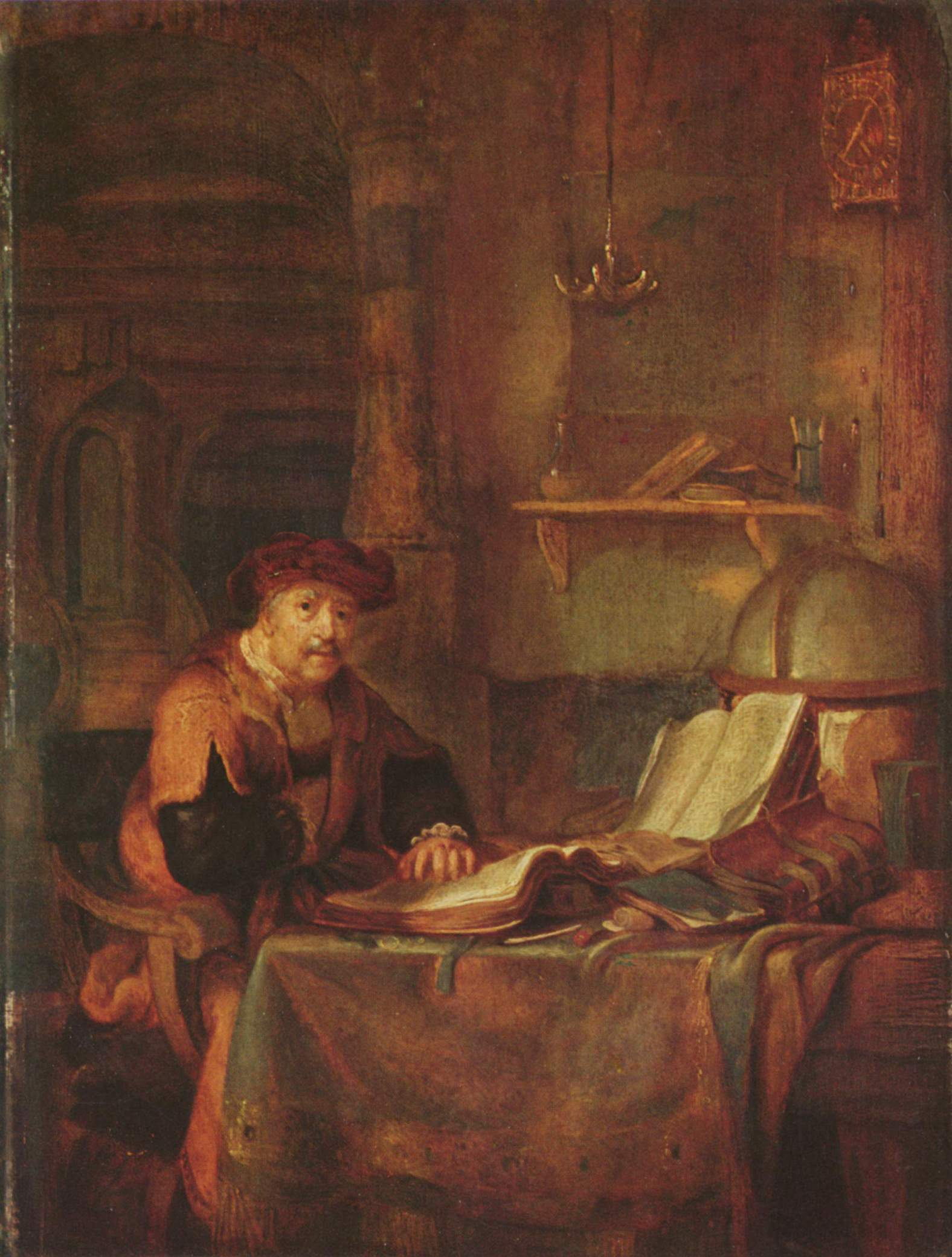

الباحث العلمي (بالإنجليزية: scholar)‏ هو الشخص الذي يكرس نفسه للمساعي العلمية، وخاصة لدراسة مجال قد طوّر فيه الخبرات والمهارات. قد يكون الباحث أيضًا أكاديميًا أو شخصًا يعمل مدرساً أو باحثًا في إحدى الجامعات أو معاهد التعليم العالي الأخرى. عادة ما يحمل الأكاديمي شهادة دراسات عليا.

## التعريف
يُستخدم المصطلح «باحث علمي» في بعض الأحيان بمعنى مماثل لمعنى الأكاديمي ويصف بشكل عام أولئك الذين يكتسبون براعة فائقة في مجال البحث. ومع ذلك، يشمل التعريف استخدامًا أوسع، إذ يُستخدم أيضًا لوصف أولئك الذين أتموا دراسة مهنتهم قبل التعليم العالي المنظم. في عام 1847، ألقى الوزير إيمانويل فوغل غيرهارت خطابًا مطولاً عن دور الباحث العلمي في المجتمع، كاتبًا:
من هو الباحث العلمي؟ الإجابة الأولى التي يجب تقديمها هي: الباحث العلمي هو من كٌشِف عن كيانه الفكري الداخلي والأخلاقي بالكامل وضُبِط وقُوِّيَ بشكل متماثل تحت تأثير الحقيقة. دائمًا ما تُمارس الأنشطة الذهنية المختلفة على نحو صحيح عندما يُصان التوازن السليم. لا ينبغي على أي شخص ذو مَلَكة ومقدرة أن ينجرف وراء إهمال الآخرين. يجب أن يتكشف باطن الإنسان كاملًا بانسجام وتناغم.
قال غيرهارت أن الباحث العلمي لا يمكن أن يركز على مجال واحد فحسب، مؤكدًا أن المعرفة ضمن مجالات متعددة ضرورية لتوظيفها في سياقها والتعمق بتطوير كل معرفة على حدة:
أن يكون المرء باحثًا علميًا ينطوي على أكثر من مجرد التعلم. قد يعرف المرء الكثير عن الكثير من الأشياء، ومع ذلك قد يكون القليل منها أو لا شيء صحيحًا. إن المعرفة دون نظام أو ترتيب ليست نافعة أكثر من الحطب عديم الفائدة. يمتلك الباحث العلمي الحقيقي شيئًا أكبر من ذلك: فهو يتبحر ويتفهم مبادئ وقوانين قسم المعرفة الإنسانية التي يعتنقها.  إنه يتشرب حياة العلم. إن معرفة شيء واحد فقط كما يجب، يجعل من المرء باحثًا علميًا أكثر من مجرد معرفة أشياء كثيرة عن ظهر قلب. قد يكون المرء ذو الفكرة الواحدة موضعًا للسخرية، ولكن إذا أدرك وفهم فكرته تلك بحيويتها وخصائصها الصحيحة، فإن له اعتبارًا أكثر بكثير مما لو كان قد جمع عددًا من المفاهيم المختلطة معًا في ذهنه. تصبح معرفة الباحث العلمي جزءًا لا يتجزأ من نفسه ؛ ولا تتدلى حول روحه مثل معطف من القماش العريض حول كتفيه. مكرسًا نفسه لقوة الحقيقة المِطْواعة، يُنقل بذلك عقله ويُشكّل عبر طاقة الحقيقة وروحها.
أوضح استقصاءٌ أُجرِي حديثًا السمات التالية المتوفرة عادة لدى الباحثين العلميين كما «وصفها العديد من الكتّاب، مع بعض الاختلافات الطفيفة في التعريف»:
السمات المشتركة هي أن الباحث العلمي هو الشخص الذي لديه قدرة ذهنية عالية، هو المفكر المستقل والممثل المستقل، لديه الأفكار التي تقف منفصلة عن الآخرين، هو مثابر في سعيه لتطوير المعرفة، هو منهجي  ولديه نزاهة مطلقة، لديه الصدق الفكري، لديه بعض القناعات، ويقف وحيدًا لدعم تلك القناعات.
قد يعتمد الباحثون العلميون النهج العلمي أو النهج الثقافي، وهو مجموعة من المبادئ والممارسات التي يستخدمها العلماء لإثبات صحة ومصداقية ادّعاءاتهم حول العالم قدر الإمكان، وجعلها معروفة للجمهور العلمي. إنها الوسائل التي تطور بشكل منهجي التدريس والبحث والممارسة في مجال معين من الدراسات العلمية أو الأكاديمية عبر البحث والتقصي الصارم. يعتبر النهج الثقافي إبداعيًا، ويمكن توثيقه، ويمكن تكراره أو تطويره، ويمكن مراجعته من قِبل الأقران عبر أساليب مختلفة.

## دوره في المجتمع
أُيِّد الباحثون العلميون بصورة عامة بصفتهم شخصيات ذات مصداقية تعمل في مجال العمل المهم لتقدم المجتمع. في الإمبراطورية الصينية، في الفترة من 206 قبل الميلاد حتى عام 1912، كان المفكرون هم المسؤولون-الباحثون العلميون «السادة-الباحثون العلميون»، الذين كانوا موظفين مدنيين عينهم إمبراطور الصين لأداء مهام الحكم اليومي. حصل هؤلاء الموظفون المدنيون على شهادات أكاديمية عن طريق الاختبار الإمبراطوري، وكانوا أيضًا خطاطين متمرسين، وكانوا على دراية بالفلسفة الكونفوشيوسية. يَخلُص المؤرخ وينغ-تسِت شان إلى أنه:
وبصفة عامة، فإن سجلّ هؤلاء السادة الباحثين كان جديرًا وقيّمًا. لقد كان جيدًا كفايةً للإشادة به ومحاكاته في أوروبا في القرن الثامن عشر. ومع ذلك، فقد شكل ذلك للصين عقبة هائلة في انتقالها من حكومة الأفراد إلى حكومة القانون، وكانت الاعتبارات الشخصية في الحكومة الصينية بمثابة لعنة.
في جوسون كوريا (1392–1910)، كان المفكرون أو ما عُرِف بالأدباء أو الطبقة المثقفة، يعرفون القراءة والكتابة، وقد جرى تصنيفهم، وفقًا للنظام الكونفوشيوسي على أنهم «تشونغين»«الشعب المتوسط». اجتماعيا، شكلوا البرجوازية الصغيرة، المؤلفة من الباحثين-البيروقراطيين (الباحثين العلميين والمهنيين والفنيين) الذين أداروا حكم الأسرة الحاكمة لسلالة جوسون.

في خطابه الذي ألقاه في عام 1847، أكد غيرهارت أن الباحثين العلميين ملزمون بمواصلة دراساتهم باستمرار حتى يبقوا على دراية بالمعرفة الجديدة المتولدة، والمساهمة بأفكارهم الخاصة في هيكل المعرفة المتاحة للجميع: 
ينطوي تقدُّم العلم على مصالح بالغة الأهمية. إنه يستحق اهتمام جميع عشاق الحقيقة المخلصين. كل من يصرح أنه باحث علمي مُلزمٌ بالمساهمة بتحقيق التقدم المستمر لثروات العلم وقوته. غير مكتفيين بما هو معروف جيدًا فيما يتعلق بمجموعة كبيرة ومتنوعة من الموضوعات – غير مكتفيين بالآراء غير المكتملة المُكتسبة من الآخرين، توجب على جميع الباحثين العلميين الحقيقيين، مستفيدين لأقصى حد من الجهود السابقة، أن يجمعوا بين طاقاتهم لتحويل الانتباه إلى ما استعصى على البصيرة الثاقبة لأولئك الرجال ذوي المكانة الفكرية النبيلة ممن عاشوا وماتوا قبلهم.
كثير من العلماء هم أيضا أساتذة (بروفيسورات) يسهمون بتدريس الآخرين. في عدد من البلدان، يشير مصطلح «أستاذ باحث» إلى بروفيسور يعمل بشكل حصري أو رئيسي ضمن مجال البحث، وله التزامات تعليمية قليلة أو معدومة. على سبيل المثال، يُستخدم هذا اللقب ضمن هذا السياق في المملكة المتحدة (حيث يُعرف باسم أستاذ باحث في بعض الجامعات وزميل باحث بروفيسوري في بعض المؤسسات الأخرى) ويُستخدم أيَضًا في شمال أوروبا. الأستاذ الباحث هو عادة الرتبة الأعلى منزلة في المسيرة المهنية المعنية بالأبحاث في تلك البلدان، ويُعتبر مكافئًا لرتبة بروفيسور اعتيادي. غالبًا ما يكونون موظفين دائمين، وغالبًا ما يشغل هذا المنصب باحثون علميون بارزون ؛ وبالتالي غالبا ما ينظر إلى هذا المنصب على أنه أكثر شهرة من البروفيسور الاعتيادي. يستخدم اللقب بمعنى مشابه إلى حد ما في الولايات المتحدة، باستثناء أن الأساتذة الباحثين في الولايات المتحدة ليسوا دائمًا موظفين دائمين ويجب عليهم في كثير من الأحيان تمويل رواتبهم من مصادر خارجية، وهو ما لا يحدث عادة في أي مكان آخر.

## الباحثون العلميون المستقلون
الباحث العلمي المستقل هو أي شخص يقوم بإجراء أبحاث علمية خارج الجامعات والأوساط الأكاديمية التقليدية. في الولايات المتحدة، توجد جمعية مهنية للباحثين المستقلين: هذه الجمعية هي التحالف الوطني للباحثين العلميين المستقلين. في كندا، الرابطة المهنية المماثلة هي الأكاديمية الكندية للباحثين العلميين المستقلين (بالتعاون مع جامعة سايمون فريزر). توجد منظمات مماثلة حول العالم. تستلزم العضوية في جمعية مهنية ما، شهادة تعليم ما بعد الثانوي وأبحاث مُثبَتة.  